# Ievgueni Berzin
Ievgueni Valentínovitx Berzin (Vyborg, 3 de juny de 1970) va ser un ciclista rus, que fou professional entre 1993 i 2000. Els seus principals èxits els aconseguí el 1994, quan amb tan sols 24 anys, va guanyar el Giro d'Itàlia i la Lieja-Bastogne-Lieja.

## Palmarès en ruta
- 1990
  - Vencedor d'una etapa a la Volta a Bèlgica amateur
- 1992
  - 1r a la Ruban Granitier Breton
  - 1r a la Cursa de la Solidaritat Olímpica
- 1994
  -  Campió de Rússia en contrarellotge
  -  1r al Giro d'Itàlia, vencedor de 3 etapes i  1r de la Classificació dels joves
  - 1r a la Lieja-Bastogne-Lieja
  - 1r al Giro dels Apenins
  - Vencedor de 2 etapes de l'Euskal Bizikleta
  - Vencedor d'una etapa del Critèrium Internacional
- 1995
  - 1r a l'Euskal Bizikleta i vencedor d'una etapa
  - Vencedor d'una etapa del Giro d'Itàlia
- 1996
  - Vencedor de 2 etapes de la Volta a Suïssa
  - Vencedor d'una etapa del Tour de França
  - Vencedor d'una etapa del Giro d'Itàlia
  - Vencedor d'una etapa de la Tirrena-Adriàtica
- 1997
  - 1r al Gran Premi Jornal de Noticias

### Resultats al Giro d'Itàlia
- 1993. 90è de la classificació general
- 1994.  1r de la classificació general.  1r de la Classificació dels joves. Vencedor de 3 etapes
- 1995. 2n de la classificació general. Vencedor d'una etapa
- 1996. 10è de la classificació general. Vencedor d'una etapa
- 1997. 20è de la classificació general
- 1999. 52è de la classificació general

### Resultats al Tour de França
- 1995. Abandona (10a etapa)
- 1996. 20è de la classificació general. Vencedor d'una etapa. Porta el mallot groc durant dues etapes
- 1997. Abandona (6a etapa)
- 1998. 25è de la classificació general

## Palmarès en pista
- 1990
  -  Campió del món de persecució amateur
  -  Campió del món de persecució per equips (amb Alexander Gontchenkov, Valery Baturo i Dmitri Nelyubin)